# Marcel Reymond
Marcel Reymond, född 7 juli 1911 i Sainte-Croix, Vaud, död 4 oktober 2002 i Sainte-Croix, var en schweizisk backhoppare under 1930-talet.

## Karriär
Reymond deltog i VM 1933 där han vann guld. Den stora Bergiselbacken blev ombyggd och utvidgat till VM 1933 (egentligen en FIS-tävling som fick VM-status många år senare). Några nationer, bland annat en hoppnation som Norge, deltog inte. I backhoppstävlingen vann Reymond 10,2 poäng före Rudolf Burkert, Tjeckoslovakien och 13,1 poäng före Sven Eriksson (senare Selånger), Sverige. Reymond förbättrade backrekordet under tävlingen. Han hoppade 70,5 meter och förbättrade det gamla rekordet (47,5 meter) från 1927. Rekordet tangerades under VM-tävlingen av österrikaren Josef Gumpold som blev nummer 6 i tävlingen.
Det var den första guldmedaljen för Schweiz i ett världsmästerskap i nordisk skidsport. Inte förrän i skid-VM 2007 i Sapporo lyckades Schweiz vinna en ny guldmedalj i backhoppning i VM-sammanhang. Då vann Simon Ammann guldet i normalbacken 0,2 poäng före Harri Olli, Finland. Det dröjde två nya år innan schweizarna fick sitt andra VM-guld i stora backen. Andreas Küttel vann tävlingen i stora backen under VM 2009 i Liberec 0.4 poäng före Martin Schmitt, Tyskland.